# Li Muri
Der multiple Fundplatz Li Muri bei Arzachena in der Provinz Nord-Est Sardegna ist unter den archäologischen Plätzen in der Gallura im Norden Sardiniens einer der bekanntesten. Die Nekropole von Li Muri gilt als letzte Ausprägung der Ozieri-Kultur oder als frühe Erscheinung der Kulturen von Abealzu-Filigosa. Die Eigenheit der dortigen Monumente wurde zunächst als Anzeichen einer eigenen Kultur gedeutet, der sogar Namen wie „Megalithkreis-“, „Arzachena-“ oder „Gallurakultur“ gegeben wurden. 
Li Muri befindet sich etwa 5 Kilometer (Luftlinie) südlich der Ortslage von Arzachena, an einer Nebenstraße zum Nachbarort Pirazzolu.
Li Muri besteht primär aus dem Steinhügel Macciunitta sowie einem kleinen Ganggrab und vier Steinkisten. Jede der Kisten liegt im Zentrum einer Vielzahl von konzentrischen Steinringen, die vermutlich dazu dienten, einen nicht mehr vorhandenen Tumulus zu stabilisieren. Ihre äußeren Durchmesser variieren zwischen 5,3 und 8,5 m. Im äußersten Steinkreis jeder dieser Strukturen steht ein kleiner Menhir. Kreisgräber (italienisch Tombe a circolo) es auf Sardinien primär in Pranu Muteddu bei Goni, Su Corrazzu de Is Pillois bei Guspini und in Li Muri. 
Das kleine Ganggrab befindet sich in Bezug auf die vier Kisten in einer peripheren Position. Es wird auf drei Seiten von dem halbkreisartigen Überrest eines Tumulus umgeben. Da im Südosten ein Zugang liegt, entstand die Hypothese, die Gruft sei für Mehrfachbestattungen genutzt worden. Dies wäre jedoch ein beachtlicher Unterschied zu den Kisten in der Totenstadt und deutet auf andere rituelle Vorstellungen oder eine chronologische Differenz hin.
Ein sogenannter „Heiliger Stein“ mit einem quadratischen Teil, der innerhalb eines Bereiches mit aufgerichteten Tafeln liegt, scheint zu dem Ganggrab zu gehören. Außer dem Menhir scheinen auch drei kleine Kisten von nur 0,4 × 0,5 m zum Kultplatz zu gehören. Zwei von ihnen befinden sich in der Nähe der Tangenten des Grabkreises. Im selben Raum entdeckte man zwei protoanthropomorphe Menhire, welche Vorläufer der Statuenmenhire sind und sich in dieser Form auch in Pranu Muteddu fanden.
Die in den größeren Steinkisten gefundenen Artefakte sind nicht sehr zahlreich. Die Steinartefakte zeugen von besonders hoher Handwerkskunst: ein Steatit-Topf mit Griffen im Wickelmuster und ringartiger Basis, sehr feine Feuersteinklingen, dreieckige geschliffene Äxte aus Schmuckstein und zahlreiche kugel- oder scheibenförmige Halskettenperlen. Unter diesen Gegenständen verdient eine Steatit-Tasse, welche mit ähnlichen kretischen Stücken verglichen worden ist, besondere Aufmerksamkeit. Allerdings gibt es auch gewisse Ähnlichkeiten mit Vasen der Diana-Kultur. Die Funde von Töpferware beschränken sich auf winzige Fragmente einer offenbar undekorierten Ware.
Die weitgehende Absenz von Artefakten erschwert es, die Funktion des Platzes zu ergründen. Es wird angenommen, dass die kleinen Kisten, die vollkommen leer aufgefunden wurden, dazu dienten, Speiseopfer aufzunehmen. Der Säuregehalt der Graniterde hat den Erhalt weniger skelettartiger Überreste bewirkt. Sie bestehen aus den Fragmenten von Langknochen. Die Anwesenheit von Kieselsteinen mit Spuren von rotem Ocker führte zu der Vorstellung, dass die Körper der Toten bemalt wurden. Andere Verwendungen des Ockers können indes nicht ausgeschlossen werden, besonders, wenn man die weite Verbreitung dieser Farbgebung im jungsteinzeitlichen Sardinien bedenkt.